# Прапимпорн Карнчанда
Прапимпорн Карнчанда (на тайски: ประพิมพ์พร กาญจันดา์) е тайландска майсторка на бойни изкуства, инструкторка, треньорка, каскадьорка и киноактриса.
Карнчанда има черен колан по таекуондо. Започва кариерата си в Тайланд, по-късно получава роли в международно признати филми, като Blood Monkey (2007) и The Lady (2011).